# Rotoma
Rotoma to najbardziej na wschód położone jezioro w łańcuchu jezior, rozciągającym się do jeziora Rotorua  na Wyspie Północnej w Nowej Zelandii.